# Castle of Glass
«Castle of Glass» (с англ. — «Стеклянный замок») — четвёртый сингл американской рок-группы Linkin Park из пятого студийного альбома Living Things.

## Структура композиции
В «Castle of Glass» использованы электронные элементы из альбома A Thousand Suns. Композиция также включает в себя элементы кантри и фолк-рока.

## Отзывы
«Castle of Glass» получил в целом положительные отзывов критиков. Billboard писал в своем обзоре:

Народная мелодия «Castle of Glass» с силой LP-звучания, сочетающая в себе неотразимую поэзию, обширные метафоры и простую — для Linkin Park — композицию, представляет собой один из самых интригующих треков альбома.
Оригинальный текст (англ.)A folk song with LP's muscle, «Castle of Glass» uses compelling songwriting, extended metaphors and a simple but radical (for Linkin Park) arrangement to offer one of the album's most intriguing tracks.

Веб-сайт Sputnikmusic.com сказал, что «Castle of Glass» слишком похож на «Powerless» и что композиция

Мы оценили бы её выше, однако [в альбоме] есть похожая, но при этом более интересная финальная песня..
Оригинальный текст (англ.)would have been better if it wasn’t inferior to the similar sounding final track.

## Видеоклип
Видео на песню «Castle of Glass», съемки которого проходили 1 августа 2012 года, было выпущено 10 октября 2012. Видео, режиссёром которого стал Дрю Стоффер, содержит отрывки из компьютерной игры Medal of Honor: Warfighter. Так же мелкают кадры из к/ф Закон доблести  (Act of Valor)
Клип показывает мальчика, который узнает о смерти отца от его сослуживца. Из-за этого события мальчик переосмысливает свою жизнь и по-другому смотрит на жизнь отца. Впоследствии, уже во взрослом возрасте он становится бойцом SEAL. На службе умирает его друг, и он оказывается в той же ситуации, что и друг его отца: ему приходится сообщить о смерти друга его родным. Кадры истории перемещаются с кадрами выступления группы.
Видео заканчивается цитатой Уинстона Черчилля:

Все великие вещи просты, и многие из них могут быть выражены в отдельных словах: свобода, справедливость, честь, долг, милосердие, надежда.
Оригинальный текст (англ.)All great things are simple, and many can be expressed in single words: freedom, justice, honor, duty, mercy, hope.

Выступление группы снималось с использованием хромакея с последующей обработкой Mothership и Digital Domain.

## Саундтрек
Песню можно услышать в титрах видеоигры Medal of Honor: Warfighter. Также её ремикс с альбома Recharged можно услышать в видеоигре Need for Speed: Rivals.

## Список композиций
| №  | Название          | Длительность |
| -- | ----------------- | ------------ |
| 1. | «Castle of Glass» | 3:25         |

## Чарты
| Чарт (2012–14)                               | Позиция |
| -------------------------------------------- | ------- |
| Австрия (Ö3 Austria Top 40)                  | 2       |
| Бельгия/Валлония (Ultratip Bubbling Under)   | 18      |
| Чехия (Rádio — Top 100)                      | 25      |
| Чехия (Singles Digitál Top 100)              | 48      |
| Франция (SNEP)                               | 166     |
| Германия (GfK)                               | 10      |
| Венгрия (Single Top 40)                      | 7       |
| Швейцария (Schweizer Hitparade)              | 17      |
| Великобритания (OCC UK Rock & Metal)         | 17      |
| США (Billboard Hot Rock & Alternative Songs) | 32      |
| US Rock Airplay (Billboard)                  | 24      |
| США (Billboard Alternative Airplay)          | 16      |
| Venezuela (Record Report)                    | 148     |

| Чарт (2013)                      | Позиция |
| -------------------------------- | ------- |
| Germany (Media Control AG)       | 41      |
| Italy (FIMI)                     | 90      |
| US Hot Rock Songs (Billboard)    | 85      |
| US Alternative Songs (Billboard) | 50      |

## Сертификации
| Регион | Сертификация | Продажи  |
| --- | ------------ | -------- |
| Австрия (IFPI Austria)                                                                                                   | Золотой      | 15 000*  |
| Германия (BVMI) | Платиновый   | 300 000^ |
| Италия (FIMI) | Платиновый   | 30 000*  |
| Швейцария (IFPI Switzerland)                                                                                             | Платиновый   | 30 000^  |
| * Данные о продажах приведены только на основе сертификации. ^ Данные о тиражах приведены только на основе сертификации. |              |          |